# 若尾璋八

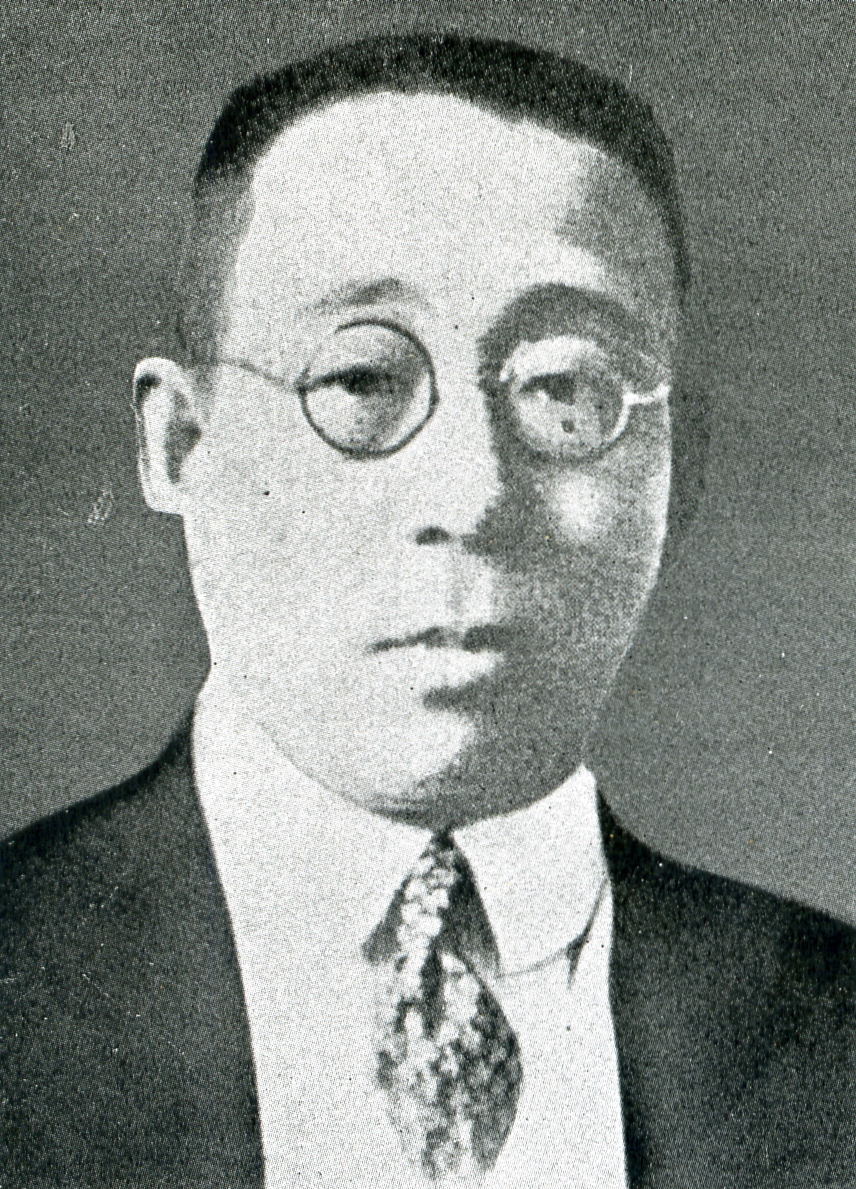
若尾璋八

若尾 璋八（わかお しょうはち、明治6年（1873年）7月27日 - 昭和18年（1943年）1月10日）は、山梨県出身の実業家、貴族院議員、衆議院議員。

## 略歴
山梨県山梨郡下於曽村（現在の甲州市）に広瀬久光の四男として生まれる。東京法学院（現在の中央大学）を卒業後、明治29年（1896年）に甲州財閥をリードした若尾民造の二女「きよの」と結婚し同人の養子となった。
大正6年（1917年）4月23日の第13回衆議院議員総選挙、大正9年（1920年）5月10日の第14回衆議院議員総選挙、大正13年（1924年）5月12日の第15回衆議院議員総選挙に山梨選挙区から立候補して衆議院議員に当選。昭和元年（1926年）12月28日に辞任するまで9年4か月在任し、その間、立憲政友会総務、大正13年（1924年）6月30日には全院委員長となった。また、衆議院議員の辞任後、昭和2年（1927年）8月18日には貴族院議員に勅選され逝去するまで在任し、昭和6年（1931年）12月15日には犬養毅内閣の鉄道政務次官に任ぜられている。
実業面では、明治44年（1911年）12月16日に東京電燈取締役、大正6年（1917年）7月31日に若尾銀行、大正8年（1919年）1月20日に若尾貯蓄銀行、8月20日に富士製紙の監査役、大正11年（1922年）2月23日に東京電燈副社長、大正15年（1926年）12月13日には東京電燈、信越電力の社長となった。また、揖斐川電力、大同電力、東北電力などの取締役、大正14年（1925年）12月24日には東京株式取引所の理事を務めている。
さらに1928年（昭和3年）10月22日には、昭和肥料株式会社の会長に就任している。だが若尾一族の事業不振に加えペーパーカンパニーを使った資金流用が問われ、1930年（昭和5年）に全ての役職から退いた。

## 栄典
- 1928年（昭和3年）11月10日 - 勲三等瑞宝章[2]
- 1940年（昭和15年）11月10日 - 紀元二千六百年祝典記念章[3]

## 親族
- 五男:若尾達郎（若尾家三代目当主若尾謹之助の妻「ハル」の養子、同家四代目当主）